# Raymond Tarcy
 (janvier 2025).
La mise en forme du texte ne suit pas les recommandations de Wikipédia : il faut le « wikifier ».
Les points d'amélioration suivants sont les cas les plus fréquents. Le détail des points à revoir est peut-être précisé sur la page de discussion.
- Les titres sont pré-formatés par le logiciel. Ils ne sont ni en capitales, ni en gras.
- Le texte ne doit pas être écrit en capitales (les noms de famille non plus), ni en gras, ni en italique, ni en « petit »…
- Le gras n'est utilisé que pour surligner le titre de l'article dans l'introduction, une seule fois.
- L'italique est rarement utilisé : mots en langue étrangère, titres d'œuvres, noms de bateaux, etc.
- Les citations ne sont pas en italique mais en corps de texte normal. Elles sont entourées par des guillemets français : « et ».
- Les listes à puces sont à éviter, des paragraphes rédigés étant largement préférés. Les tableaux sont à réserver à la présentation de données structurées (résultats, etc.).
- Les appels de note de bas de page (petits chiffres en exposant, introduits par l'outil «  Source ») sont à placer entre la fin de phrase et le point final[comme ça].
- Les liens internes (vers d'autres articles de Wikipédia) sont à choisir avec parcimonie. Créez des liens vers des articles approfondissant le sujet. Les termes génériques sans rapport avec le sujet sont à éviter, ainsi que les répétitions de liens vers un même terme.
- Les liens externes sont à placer uniquement dans une section « Liens externes », à la fin de l'article. Ces liens sont à choisir avec parcimonie suivant les règles définies. Si un lien sert de source à l'article, son insertion dans le texte est à faire par les notes de bas de page.
- La présentation des références doit suivre les conventions bibliographiques. Il est recommandé d'utiliser les modèles {{Ouvrage}}, {{Chapitre}}, {{Article}}, {{Lien web}} et/ou {{Bibliographie}}. Le mode d'édition visuel peut mettre en forme automatiquement les références.
- Insérer une infobox (cadre d'informations à droite) n'est pas obligatoire pour parachever la mise en page.

Pour une aide détaillée, merci de consulter Aide:Wikification.
Si vous pensez que ces points ont été résolus, vous pouvez retirer ce bandeau et améliorer la mise en forme d'un autre article.
Raymond Tarcy, né le 18 novembre 1936 à Saint-Laurent-du-Maroni en Guyane et mort le 3 juillet 2019 à Cayenne, est un homme politique français.

## Biographie
Raymond Tarcy voit le jour le 18 novembre 1936 à Saint-Laurent-du-Maroni, au nord-ouest de la Guyane. Après avoir obtenu le baccalauréat, il entreprend des études en Martinique puis à Bordeaux pour devenir instituteur, profession qu'il exerce à Cayenne, de 1958 à 1960. Après son service militaire effectué de 1960 à 1962, il devient principal adjoint du collège de Saint-Laurent-du-Maroni de 1962 à 1980.
Parallèlement à sa carrière dans l'Éducation nationale, il s'engage en politique. Adhérent au Parti socialiste guyanais (PSG), il est élu conseiller général du canton de Saint-Laurent-du-Maroni en 1970. Réélu en 1976, il est nommé premier vice-président du conseil général en 1979. Il est aussi maire de Saint-Laurent-du-Maroni de 1971 à 1983. Défait par Bertrand Léon, un de ses anciens élèves, membre du Rassemblement pour la République, Raymond Tarcy est battu aux élections cantonales de 1982 et aux élections municipales de 1983. Il continue de siéger au conseil municipal de Saint-Laurent-du-Maroni et retrouve en 1985 un siège de conseiller général dans le canton de Cayenne centre. Réélu en 1988, il est aussi vice-président du conseil général de la Guyane (1985-1994).
Après s'être présenté aux élections législatives de 1973 et de 1978 en tant que suppléant d'Henri Agarande, puis d'Albert Lecante, tous deux défaits, Raymond Tarcy est élu sénateur de la Guyane aux élections du 28 septembre 1980. Candidat sous l'étiquette du PSG, dont il est secrétaire général adjoint, il remporte l'élection au premier tour en obtenant 65 des 111 voix contre 46 voix pour l'ancien président du conseil général Serge Patient
Au Palais du Luxembourg, il s'apparente au groupe sénatorial socialiste. D'abord membre de la commission des Lois (1980-1982), il siège ensuite à celle des Affaires culturelles (1982-1986) et à celle des Affaires sociales (1986-1989).
Le sénateur guyanais consacre l'essentiel de son mandat à son territoire.[réf. nécessaire]Favorable à l'autonomie de la Guyane, il milite pour un changement de son statut administratif. Il appelle ainsi à l'adaptation de la départementalisation, mise en place en 1946, estimant qu'elle a échoué. En octobre 1982, lors de l'examen du projet de loi portant adaptation de la loi du 2 mars 1982 sur la décentralisation aux départements d'outre-mer, il déclare : « L'application de la départementalisation par les gouvernements de droite qui se sont succédé pendant plusieurs décennies s'est soldée par le pillage systématique de ces trois richesses principales1 » constituées par la forêt, les côtes et le sous-sol guyanais. Défendant ce texte, il déplore en décembre 1982 son rejet par le Conseil constitutionnel. Par la suite, Raymond Tarcy apporte, en 1984, son soutien au projet de loi relatif aux compétences des régions de Guadeloupe, de Guyane, de Martinique et de La Réunion dans l'espoir qu'il permette le « décollage économique de la Guyane2 ».
De fait, il plaide sans relâche[non neutre] à la Haute Assemblée pour l'accroissement de l'effort financier en faveur de la Guyane, « le plus important des départements d'outre-mer par sa superficie, mais le dernier par sa population », « le plus riche et celui qui offre le plus de possibilités de développement économique après la Nouvelle-Calédonie, mais aussi le moins développé3. » Il insiste plus particulièrement sur la nécessité de mettre en valeur ce qui constitue à ses yeux la principale richesse naturelle guyanaise : la forêt. Ainsi, en juin 1982, il appelle à une exploitation plus rationnelle de cette dernière, déplorant qu'en dépit de ses abondantes ressources forestières la Guyane importe la plupart de son mobilier en bois. Par ailleurs, à l'occasion du vol de la première fusée commerciale « Ariane » en mai 1984, il met en valeur le Centre spatial guyanais de Kourou : « Nous voulons que la Guyane, après avoir subi la colonisation, après avoir subi le bagne, devienne enfin un haut lieu de la technologie moderne4 ».
À l'instar des autres élus guyanais, il exprime également ses craintes quant à la croissance constante de l'immigration irrégulière en Guyane et les difficultés économiques, sociales et culturelles qu'elle suscite. « Nous ne sommes pas des racistes. Nous demandons simplement que soit stoppée, pour le moment, cette immigration afin de permettre la régularisation, l'intégration de la population étrangère existante5. » Il s'inquiète aussi du chômage élevé, notamment chez les jeunes.
Le système éducatif guyanais retient également son attention au Sénat. Il déplore régulièrement l'insuffisance des crédits scolaires accordés à la Guyane ainsi que le très important déficit des constructions scolaires. En outre, en 1986, il demande l'éclatement du rectorat des Antilles et de la Guyane qui permettrait selon lui de mieux prendre en compte les problèmes éducatifs propres à chaque territoire.
Il vote la loi portant abolition de la peine de mort en 1981 et la loi relative aux prestations de vieillesse, d'invalidité et de veuvage en 1982. Il s'abstient sur la loi Defferre relative aux droits et libertés des communes, des départements et des régions en 1982 et sur la loi relative au revenu minimum d'insertion en 1988. Il se prononce contre la loi Peyrefitte renforçant la sécurité et protégeant la liberté des personnes en 1980.
Candidat au renouvellement de son mandat lors des élections sénatoriales du 24 septembre 1989 sous les couleurs du PSG, il perd son siège au premier tour. Raymond Tarcy recueille 84 des 192 suffrages exprimés contre 105 pour le président du conseil régional Georges Othily, qui s'est présenté comme socialiste dissident après son exclusion du PSG au printemps 1989.
Après ce revers électoral, il devient principal d'un collège à Kourou. Il continue également à jouer un rôle dans la vie politique guyanaise. Conservant son siège de conseiller général jusqu'en 1994, il est élu secrétaire général du PSG en 1993. Il se représente par ailleurs aux élections sénatoriales du 27 septembre 1998, sans toutefois parvenir à ravir son siège à Georges Othily : avec 95 des 280 suffrages exprimés, Raymond Tarcy est battu au le premier tour par son successeur, président des Forces démocratiques de Guyane, qui est réélu avec 161 voix.
Il meurt le 3 juillet 2019 à l'âge de quatre-vingt-deux ans. Chevalier de l'ordre national du Mérite, il avait co-écrit avec le député de la Guyane Élie Castor, en 1984, une biographie consacrée à Félix Éboué, figure guyanaise illustre[non neutre], ancien gouverneur du Tchad qui avait rallié la France libre en 1940.

## Détail des fonctions et des mandats
Mandats locaux
- 1971 - 1977 : maire de Saint-Laurent-du-Maroni
- 1977 - 1983 : maire de Saint-Laurent-du-Maroni
- 1970 - 1976 : conseiller général du canton de Saint-Laurent-du-Maroni
- 1976 - 1982 : conseiller général du canton de Saint-Laurent-du-Maroni
- 1985 - 1994 : conseiller général du canton de Cayenne Centre

Mandat parlementaire
- 28 septembre 1980 - 1er octobre 1989 : sénateur de la Guyane